# Bobby Sherman
Bobby Sherman, geboren als Robert Cabot Sherman Jr., (Santa Monica (Californië), 22 juli 1943 – Los Angeles, 24 juni 2025) was een Amerikaanse zanger, acteur, songwriter en tieneridool tijdens de late jaren 1960 en vroege jaren 1970.

## Levensloop

### Jeugd
Bobby Sherman is de zoon van Robert Cabot Sherman sr. en Juanita Sherman. Hij groeide op in Van Nuys samen met zijn zus Darlene. Sherman studeerde in 1961 af aan de Birmingham High School in Van Nuys. Hij bezocht het Pierce College in Woodland Hills. Zijn belangstelling voor muziek begon op 11-jarige leeftijd, toen hij trompet leerde spelen. Hij slaagde er uiteindelijk in om 16 muziekinstrumenten te bespelen. Op de Birmingham High School speelde hij football, was hij lid van een dansgroep en ontdekte hij zijn liefde voor het zingen.

### Carrière
In 1962 nam Sal Mineo hem onder zijn vleugels en schreef twee songs voor hem, die door Sherman werden opgenomen. In 1964 werd Sherman door Mineo gevraagd om te gaan zingen bij zijn oude band tijdens een feest in Hollywood, waar vele acteurs en agenten aanwezig waren. Hij maakte zo'n goede indruk, dat hij werd uitgenodigd voor de ABC tv-show Shindig! als vaste huiszanger. De show draaide twee jaar, van 1964 tot 1966.
Gedurende deze periode maakte Sherman meerdere opnamen met Decca Records en een ander klein label en belandde in alle tienermagazines, maar het leek zijn carrière niet aan te duwen. Zij geluk veranderde drastisch aan het begin van 1968, toen hij werd geselecteerd voor de rol van de verlegen, stotterende houthakker Jeremy Bolt in de tv-serie Here Come the Brides (1968-1970) bij ABC.
Sherman trad op in de aflevering The Princess and the Paupers van Honey West (1964) als een ontvoerd bandlid en in de aflevering Monkees at the Movies van The Monkees, waarin hij de bombastische surfer/zanger Frankie Catalina speelde in de stijl van Frankie Avalon met de song The New Girl in School (de B-kant van Dead Mans Curve van Jan & Dean), geschreven door Brian Wilson (The Beach Boys), Jan Berry (Jan & Dean), Roger Christian (songwriter) en Bob Norberg, toentertijd een kamergenoot van Wilson.
Sherman publiceerde tussen 1962 en 1976 107 songs, 23 singles en 10 albums. Tijdens zijn carrière kreeg hij zeven gouden platen, een platina plaat en vijf gouden albums. Hij had in totaal zeven top 40-hits. In 1969 tekende hij bij Metromedia Records. In mei 1969 publiceerden ze de single Little Woman (nr. 3 in de Billboard Hot 100), die negen weken stand hield in de top 20. Er werden meer dan een miljoen exemplaren van verkocht en hij kreeg een gouden plaat van de RIAA in oktober 1969.
Zijn andere hits in de Verenigde Staten waren Julie, Do Ya Love Me (nr. 5), Easy Come, Easy Go (nr. 9), Jennifer (nr. 60), La La La (If I Had You) (nr. 9) en The Drum (nr. 29). Sommige van deze songs werden geproduceerd door de platenproducent Jackie Mills uit Hollywood, die ook The Brady Bunch Kids produceerde. In Canada werden Hey, Mister Sun (nr. 19), Cried Like a Baby (nr. 10) en Waiting at the Bus Stop (nr. 10) hits. Van La, La, La, Easy Come, Easy Go en Julie, Do Ya Love Me werden meer dan een miljoen exemplaren verkocht en dus meerdere gouden platen voor Sherman. Julie, Do Ya Love Me (nr. 28, november 1970) was Shermans enige single in het Verenigd Koninkrijk. De song concurreerde daar voor een plaats in de hitlijst met de coverversie van White Plains.
Sherman toerde uitgebreid door de Verenigde Staten en de wereld ter ondersteuning van zijn vele opnamen en albums. Hij gaf vele concerten voor de horden meestal schreeuwende jonge vrouwen van de late jaren 1960 tot midden jaren 1970. Het schreeuwen van de jonge vrouwen was zo luid dat Sherman tot deze dag had geoefend zonder publiek.
Sherman was een veelvuldige gast bij American Bandstand en Where the Action Is. Hij maakte plaatselijke en regionale tv-voorstellingen. Een aflevering van The Partridge Family (maart 1971) toonde Sherman, dienend als een achterdeur-experiment voor de ABC-tv-serie Getting Together, welke uitzending startte in september 1971. De show streed met All in the Family op de zaterdagavonden en werd gestopt na 14 afleveringen.
Sherman was gastster in tv-series als The Mod Squad, Ellery Queen, Murder She Wrote en Frasier, maar ook in shows als The Ed Sullivan Show, American Bandstand, The Sonny & Cher Comedy Hour, KTLA Morning News, Visiting with Huell Howser bij PBS, Good Day LA, The Rosie O'Donnell Show, Good Morning America en The Tonight Show met Johnny Carson en later met Jay Leno. Hij had getekend bij 20/20, VH1, Entertainment Tonight en Extra tussen andere tv-shows. Hij was een vast panellid bij de tv-show Sanchez of Bel Air in 1986.
In 1998, na een afwezigheid van 25 jaar, stroomden enthousiaste fans samen om hem te zien in concert als deel van The Teen Idol Tour met Peter Noone en Davy Jones. Mede-Monkees-lid Micky Dolenz verving Davy Jones tijdens de tournee in 1999. Hij had zijn laatste concert als soloartiest in Lincoln in augustus 2001. Bobby had zich teruggetrokken uit de openbaarheid. Hoe dan ook, hij combineerde nog steeds bij tijd en wijle evenementen met zijn lopende liefdadigheidsactiviteiten. Hij werd in januari 2005 geplaatst als nr. 8 in de TV Guides-lijst van TV's 25 Greatest Teen Idols.

### Verdere carrière
Toen Sherman gastster was in een aflevering van de Jack Webb-tv-serie Emergency! (Fools, seizoen 3, aflevering 17, uitzending 19 januari 1974), vond hij een nieuwe roeping die meer prioriteit had in zijn privéleven. Hij verliet uiteindelijk de openbare spotlights en werd een Emergency Medical Technician (EMT). Hij nam vrijwillig dienst bij het LAPD, werkte met paramedici en verzorgde CPR- en eerstehulp-lessen. Hij werd officieel een technische reserve politieagent bij het LAPD tijdens de jaren 1990, een functie die hij heden nog bekleed. Later kreeg hij de rang van kapitein bij het LAPD. Meer dan een decade diende hij als medisch trainingsofficier bij de Los Angeles Police Academy en onderrichtte duizenden politieambtenaren in Eerste Hulp en CPR. Hij werd benoemd tot LAPD's Reserve Officer of the Year in 1999.
Sherman werd ook Reserve Deputy Sheriff in 1999 bij het San Bernadino County Sheriffs Department en ging verder met zijn CPR/crisis-training van nieuwe in dienst genomen hulpsheriffs. Hij nam ontslag bij het Sheriffs Department in 2010, maar ging verder bij de LAPD.
Hij ontving vervolgens verscheidene onderscheidingen voor zijn humanitaire inspanningen. Hij stichtte de Bobby Sherman Volunteer EMT Foundation, die medische diensten verleende aan veel gemeenschappen en liefdadigheids-evenementen in zuidelijk Californië.
Samen met zijn vrouw Brigitte Poublon stichtte hij de Brigitte & Bobby Sherman Childrens Foundation. De missie van de stichting bestaat uit het voorbereiden van gemotiveerde studenten in Ghana met een hoog gekwalificeerde opleiding en muziekprogramma en hen de benodigde middelen te geven om een hogere opleiding na te streven en succesvolle, meewerkende volwassenen te worden.
Sherman werd genoemd in The Simpsons-afleveringen Brother from the Same Planet en Lisa the Tree Hugger. Hij werd ook genoemd in The Nanny-aflevering My Fair Nanny.

### Privéleven
Bobby Sherman was getrouwd met Patti Carnel van 1971 tot aan hun scheiding in 1979. Ze kregen samen twee zoons. Op 18 juli 2010 trouwde Sherman met Brigitte Poublon in Las Vegas.
Sherman bouwde een schaalmodel van Disneylands Main Street, volledig met de hand gemaakt, op een terrein van zijn thuisverblijf.
Sherman overleed in juni 2025 op 81-jarige leeftijd. In maart van dat jaar werd bekend dat Sherman kanker had.

## Discografie

### Singles
- 1962: Judy, You'll Never Know (I'll Never Tell You) / The Telegram (Starcrest Records)
- 1963: I Want to Hear It From Her / Nobody's Sweetheart (Dot Records)
- 1964: You Make Me Happy / Man Overboard (Decca Records)
- 1965: It Hurts Me / Give Me Your Word (Decca Records)
- 1965: Hey Little Girl / Well, Allright (Decca Records)
- 1965: Anything Your Little Heart Desires / Goody Galum-Shus (Parkway Records)
- 1965: Happiness Is / Can't Get Used To Losing You (Cameo Records)
- 1967: Cold Girl / Think Of Rain (Epic Records)
- 1969: Judy, You'll Never Know (I'll Never Tell You) / The Telegram (Condor Records) (herpublicatie)
- 1969: Little Woman / One Too Many Mornings (Metromedia)
- 1969: La La La (If I Had You) / Time (Metromedia)
- 1970: Easy Come, Easy Go / Sounds Along the Way (Metromedia)
- 1970: Hey, Mister Sun / Two Blind Minds (Metromedia)
- 1970: Julie, Do Ya Love Me / Spend Some Time Lovin Me (Metromedia)
- 1971: Goin' Home (Sing a Song of Christmas Cheer) / Love's What You're Getting For Christmas (Metromedia)
- 1971: Cried Like a Baby / Is Anybody There (Metromedia)
- 1971: The Drum / Free Now To Roam (Metromedia)
- 1971: Waiting At The Bus Stop / Run Away (Metromedia)
- 1971: Jennifer / Getting Together (Metromedia)
- 1972: Together Again / Picture A Little Girl (Metromedia)
- 1972: I Don't Believe In Magic / Just A Little While Longer (Metromedia)
- 1972: Early In the Morning / Unborn Lullabye (Metromedia)
- 1974: Mr. Success / Runaway (Janus Records)
- 1975: Our Last Song Together / Sunshine Rose (Janus Records)

### Originele lp's
- 1969: Bobby Sherman (Metromedia)
- 1970: Here Comes Bobby (Metromedia)
- 1970: With Love, Bobby (Metromedia)
- 1970: Christmas Album (Metromedia)
- 1971: Portrait of Bobby (Metromedia)
- 1971: Getting Together (Metromedia)
- 1972: Just For You (Metromedia)

### Compilaties
- 1971: Bobby Bobby Bobby (promo only) (Metromedia Special Products)
- 1972: Bobby Sherman's Greatest Hits (Metromedia)
- 1972: Everything You Always Wanted To Know About Bobby Sherman (Superstar Records)
- 1975: Remembering You (Phase One) (Dit album bevat 7 eerder uitgebrachte songs (Mr. Success, Julie Do You Love Me, Runaway, Easy Come Easy Go, Early In The Morning, Cried Like A Baby, Our Last Song Together) en 5 nieuwe songs, nergens anders verkrijgbaar (Beginnings Are Easy, Fresh Out Of Love, I'll Never Stop Singing My Song, Here With You, Just Ask Me I've Been There)).

### Cd's
- 1990: What Came Before (Teen Ager) ("Just For You" met bonus tracks)
- 1991: The Very Best of Bobby Sherman (Restless)
- 1992: Christmas Album (Restless)
- 1995: All-Time Greatest Hits (K-tel) (bevat 2 eerder niet uitgebrachte songs, "Where There's A Heartache" en "I Can't Wait Until Tomorrow")
- 1995: Bobby Sherman (K-tel)
- 1995: Here Comes Bobby (K-tel)
- 1995: With Love, Bobby (K-tel)
- 1995: Portrait of Bobby (K-tel)
- 1995: Getting Together (K-tel)
- 1999: My Christmas Wish (KRB) (herpublicatie van Christmas Album)
- 2000: The Very Best of Bobby Sherman (Varese)
- 2001: Here Comes Bobby / With Love, Bobby (Collectables Records) (2 albums op 1 cd)
- 2001: Bobby Sherman / Portrait of Bobby (Collectables Records) (2 albums op 1 cd)
- 2008: Just For You (K-tel)
- 2010: Love Songs (K-Tel)
- 2015: The Partridge Family: Missing Pieces (Bell) (op een track zingt Bobby Sherman Stephanie)
- 2017: Singles (Four-Teen) (bevat 6 eerder niet uitgebrachte songs, Stop The Music, Old Girlfriends, Over Here, The New Girl In School, Beautiful Doll en Today I Chipped A Piece Off Of The Sun)

### Songs inclusief op various artists compilatie-cd's
- 1993: Yesterday's Heroes: Teen Idols of the 70's (Rhino)
- 1994: Have a Nice Christmas: Christmas in the 70's (Rhino)
- 1994: Tube Tunes Volume One: the 70's (Rhino)
- 1996: Bubblegum Classics, Vol. 3 (Varese)
- 1992: TV Family Christmas (Scotti Brothers)

## Filmografie
Publicaties, tenzij anders opgetekend
- 1965: Honey West-The Princess and the Paupers
- 1968: Wild in the Streets
- 1968-1970: Here Come the Brides (tv-serie, ABC)
- 1971-1972: Getting Together (tv-serie, ABC)
- 1974: Skyway to Death (tv-film)
- 1974: The Day The Earth Moved (als co-producer en songwriter)
- 1975: He Is My Brother
- 1980: The Gossip Columnist
- 1981: Get Crazy
- 1983: The Video Game Challenge (pilot)
- 1995: Thin Blue Line (non-profittrainingsfilm voor het Los Angeles Police Department) (als muziekvideoregisseur)
- 1997: Frasier, The Unnatural (aflevering 16, seizoen 4, tv-serie, NBC) (als zichzelf)
- 1985: Murder She Wrote: Murder to a Jazz Beat (als Jimmy Firth)

- Bibliothèque nationale de France: cb14226867d (data)
- International Standard Name Identifier: 0000 0001 1449 3019
- Library of Congress Control Number: n94118384
- MusicBrainz: cb56afea-5648-4173-b1b7-762288492997
- SNAC: w60m53tx
- Virtual International Authority File: 79427835
- WorldCat: E39PBJpJdbptxKTmB9pywbyTpP